# Pablo de Escandón
de Escandón y Barrón est un nom espagnol. Le premier nom de famille, en général paternel, est de Escandón ; le second, en général maternel, souvent omis, est Barrón.
José Pablo Eustaquio Manuel Francisco de Escandón y Barrón (4 mai 1856 à Mexico - 31 mars 1929 à Mexico)  était un joueur de polo mexicain aux Jeux olympiques d'été de 1900.

## Biographie
Il est né à Mexico dans une vieille famille aristocratique possédant de vastes haciendas dans la ville voisine de Morelos, dont il fut brièvement gouverneur porfirien en 1909–11, avant d'être déposé lors de la révolution mexicaine. Ses deux jeunes frères, Manuel et Eustaquio, ont également joué au polo olympique.
En 1900, il fait partie de l'équipe mexicaine de polo qui remporte la médaille de bronze. Il a joué avec ses deux frères et Guillermo Hayden Wright.
Le tournoi de polo de cette année-là avait cinq équipes en compétition, la plupart de nationalités mixtes, il s'agissait du Bagatelle Polo Club de Paris, du BLO Polo Club Rugby, du Compiégne Polo Club, des éventuels vainqueurs Foxhunters Hurlingham et de l'équipe mexicaine (la seule sans nom d'équipe) .
Bien que son équipe ait perdu leur seul match contre le BLO Polo Club Rugby, elle était à égalité avec le Bagatelle Polo Club de Paris, et comme les règles de l'époque ne stipulaient pas de troisième place, les deux équipes ont obtenu la troisième place, cependant, leur médaille de bronze était n'a été reconnu que plus tard, car à l'époque, les gagnants recevaient une médaille d'argent au lieu de l'or réel et c'était la deuxième place qui recevait le bronze, mais lorsque les règles actuelles ont été établies, les résultats précédents ont été mis à jour et les médailles ont été officiellement décernées.